# Pelargonium wonchiense
Pelargonium wonchiense är en näveväxtart som beskrevs av P. Vorster och M.G. Gilbert. Pelargonium wonchiense ingår i släktet pelargoner, och familjen näveväxter. Inga underarter finns listade i Catalogue of Life.